# OpenDemocracy
openDemocracy es un sitio web de debate sobre cultura y política global, con base en el Reino Unido, que ofrece noticias y artículos de opinión de académicos, periodistas y políticos destacados que trata de cuestiones actuales sobre asuntos mundiales. Open Democracy fue fundado el año 2000 por Anthony Barnett, David Hayes, Susan Richards y Paul Hilder. Empezó su publicación en mayo de 2001.
Entre los prominentes colaboradores de la revista web se hallan Yanis Varoufakis, Caroline Lucas MP, Peter Oborne, Paul Mason, Owen Jones, John Berger, Chantal Mouffe, Étienne Balibar, Chuka Umunna, Kofi Annan, George Soros, Ayaan Hirsi Ali, Shirin Ebadi, Sidney Blumenthal, Peter Hain, Pierre Bourdieu, Manuel Castells, Fred Halliday y David Blunkett. En la declaración de objetivos de openDemocracy se afirma que: "openDemocracy está comprometido con los derechos humanos y la democracia. Tenemos como objetivo asegurar que se escuchen las visiones y voces marginadas. Creemos que facilitar la discusión y el entendimiento a través de las fronteras geográficas es vital para impedir la injusticia".
openDemocracy es poseído y publicado por la fundación sin ánimo de lucro del Reino Unido "openDemocracy Foundation for the Advancement of Global Education". El sitio web ha  sido financiado por varias organizaciones filantrópicas, incluyendo la Open Society Initiative for Europe de George Soros, la Fundación Ford, el Atlantic Philanthropies, el Rockefeller Brothers Fund, el Joseph Rowntree Charitable Trust, así como una base de donantes individuales. Entre sus colaboradores de renombre se hallan Heidi Bergemann, John Cleese, Carl Djerassi, Pamela Raspe y Reinhard Hesse.
Actualmente, los columnistas principales son Paul Rogers (seguridad global), Li Datong (China desde dentro), Mary Kaldor (seguridad humana) y Daniele Archibugi (democracia cosmopolita).
El fundador Anthony Barnett, organizador de Charter 88 y activista político, fue su primer editor (2001-2005) e Isabel Hilton fue editora entre 2005-2007. Ella fue sucedida por Rosemary Bechler quien ha sido editora  desde entonces 2010. Desde 2012, el redactor jefe ha sido Magnus Nome, con el anterior redactor jefe, Tony Curzon Prize, como editor colaborador.